# Mikroregion Alvorada d’Oeste

Mikroregion Alvorada d'Oeste

Mikroregion Alvorada d'Oeste – mikroregion w brazylijskim stanie Rondônia należący do mezoregionu Leste Rondoniense. Ma powierzchnię 15.617,6 km²

## Gminy
- Alvorada d'Oeste
- Nova Brasilândia d'Oeste
- São Miguel do Guaporé
- Seringueiras